# Spring Breakdown
Spring Breakdown is een filmkomedie uit 2009 onder regie van Ryan Shiraki. Een aanzienlijk deel van de acteurs hierin bestaat uit (oud-)leden van het komedieprogramma Saturday Night Live, inclusief schrijfster, producente en medehoofdrolspeelster Rachel Dratch.

## Verhaal
Gayle O'Brien (Amy Poehler), Becky St. Germaine (Parker Posey) en Judi Joskow (Rachel Dratch) studeren in 1992 samen af aan het McCormick State College, waar ze elkaars harts- en tegelijkertijd enige vriendinnen zijn. Ze hebben alle drie een duf en stoffig imago en worden genegeerd en uitgelachen door de andere leerlingen. Ze troosten elkaar niettemin met de gedachte dat het juist die jongeren zijn die het later het verst schoppen. Hun succes en sociaal succes moet nog komen, zij pieken gewoon later dan de anderen.
Vijftien jaar later blijkt er van die gedachte nog weinig uitgekomen. Gayle heeft heel haar ziel en zaligheid gestort in het lesgeven aan geleidehonden en hun blinde baasjes. Ze probeert wel afspraakjes te maken, maar ziet zelfs blinden haar afwijzen nadat ze aan haar gevoeld hebben. Becky woonde de voorbije twaalf jaar samen met haar kat Honey en werkt als sloofje voor senator  'Kay Bee' Hartmann (Jane Lynch). Zelf heeft ze ook wel politieke ambities, maar haar bazin vindt haar daarvoor veel te soft en is zelf zo betrokken bij Becky dat ze die steevast 'Betty' noemt. Judi staat op het punt te gaan trouwen met haar verloofde William Rushfield (Seth Meyers). Ze heeft niettemin nooit seks met hem en iedereen in haar omgeving ziet aan zijn erg nichterige gedrag dat hij op mannen valt, hoewel hij dat zelf ontkent tegenover haar.
Wanneer de Amerikaanse president aftreedt vanwege een seksschandaal, ziet Hartmann haar kans schoon om hem op te volgen. Daarvoor moet alleen zowel zij als haar familie brandschoon zijn, zodat er geen negatieve verhalen in de pers kunnen opduiken voor ze de functie binnen heeft. Haar dochter Ashley (Amber Tamblyn) gaat binnenkort niettemin op Spring break en Hartmann weet uit haar eigen jeugd dat dit doorgaans vooral om seks, drank en drugs draait. Daarom wijst ze Becky aan om af te reizen naar Spring break-bestemming South Padre Island en Ashley daar onopvallend in de gaten te houden. Becky accepteert de opdracht enthousiast, omdat ze denkt dat dit haar kans is om aan Hartmann te laten zien wat ze waard is. Wanneer ze dit aan Gayle en Judi vertelt, stelt Gayle voor om met zijn drieën te gaan. Ze hebben tijdens hun schooltijd nooit Spring break gevierd en dit is hun - tweede- kans. Judi wil ook wel, want William heeft eerder op de dag hun verloving verbroken en is bij haar weggegaan. Toen Judi vroeger dan anders thuis kwam uit haar werk, stond hij opgewonden over de blote borst van tuinman Juan Carlos (Danny Arroyo) te wrijven. Toen Judi hem daarop vroeg of hij haar niet toch iets moest vertellen, stormde hij boos weg omdat hij vond dat ze insinueerde dat hij homoseksueel zou zijn. Becky stemt in: ze gaan met zijn drieën naar South Padre Island.
Het drietal komt aan op het feesteiland, waar elders ook Ashley en haar vriendinnen Lydia (Mae Whitman) en Truvy (Sarah Hagan) arriveren. De drie vormen het evenbeeld van de serieuze types die Gayle, Judi en Becky vroeger waren en eigenlijk hoeft Ashleys moeder totaal niet te vrezen voor losbandig gedrag van haar dochter, aangezien ze - noch haar vriendinnen - totaal niet zo in elkaar zit. Haar vriendje Doug (Jonathan Sadowski) heeft het alleen net uitgemaakt omdat hij zichzelf te goed vindt voor Ashley en een feestbeest wil versieren tijdens Spring break. Daarom heeft Ashley zich voorgenomen zich tijdens de vakantie te gedragen als zuipende sloerie en zo aan Doug te bewijzen dat zij ook wel degelijk een feestbeest kan zijn. Gayle, Judi en Becky worden intussen in hun smerige hotel opgevangen door eigenaresse Charlene (Missi Pyle). Zij is een 'feestende en wippende puber van middelbare leeftijd' die inmiddels aan haar achttiende jaargang Spring break toe is. Judi kan het al snel uitstekend met haar vinden. Samen zetten ze het op een zuipen, terwijl Judi nadrukkelijk en luidruchtig probeert 'een hetero te scoren' om seks mee te hebben. Ze valt op een avond stomdronken in bed in een verkeerde kamer, naast de jonge atletische Todd (Justin Hartley). De volgende morgen wordt ze wakker en herinnert zich niets meer van de vorige avond, maar kijkt naast zich en denkt de hoofdprijs gescoord te hebben. Ze sluipt de kamer uit voor hij wakker wordt, waardoor hij haar in realiteit nooit gezien heeft. Todd snapt dan ook totaal niets van de flirterige opmerkingen die Judi de rest van de week tegen hem maakt. Gayle wordt in de tussentijd opgenomen door The Seven, een zevenhoofdig groepje meisjes dat er trots op is dom, blond en sletterig dus populair te zijn. Met name aanvoerster Mason Masters (Sophie Monk) loopt weg met Gayle. Die ziet met haar opname onder de populaire jongeren een droom van vroeger in vervulling gaan. Ze doet steeds meer mee met hun spelletjes en kleedt zichzelf ook steeds meer als seksbom en moderne tiener. Zowel Gayle als Judi worden ochtend aan ochtend wakker met een kater na dagen en nachten van flink drinken en fuiven. Becky onttrekt zich aan dit alles en neemt het schaduwen van Ashley uiterst serieus. Er valt daarbij alleen weinig te beleven want Ashleys pogingen zich te misdragen mislukken steevast, omdat het gewoon niet in haar zit. In plaats daarvan resulteren haar avonden in rustige spelletjes met Lydia en Truvy. Daarnaast praat ze af en toe met de er toch wel ongewoon oud uitziende Becky, die geheim probeert te houden dat ze er in opdracht van Ashleys moeder is.

## Rolverdeling
- Parker Posey - Becky St. Germaine
- Amy Poehler - Gayle O'Brien
- Rachel Dratch - Judi Joskow
- Amber Tamblyn - Ashley Hartmann
- Sophie Monk - Mason Masters
- Sarah Hagan - Truvy
- Mae Whitman - Lydia
- Seth Meyers - William Rushfield
- Will Arnett - Ted
- Jane Lynch - Senator Kay Bee Hartmann
- Missi Pyle - Charlene
- Jonathan Sadowski - Doug
- Kristin Cavallari - Seven #3
- Jana Kramer - Seven #2
- Mindy Sterling - Lavonne
- Loretta Devine - Dr. Marguerite